# صمه قشیری
صَمّهٔ قُشَیْری (به عربی: الصِّمَّة القُشَیری) (؟ -۷۱۴م) (نسب:الصمة بن عبدالله بن طفیل قشیری) شاعر عربی در عصر اموی بود. برای غزل‌های مهرگرایانه‌اش شناخته می‌شود. دربارهٔ نجد قصیده‌ای مشهور سرود.